# Johann Anton de Peters

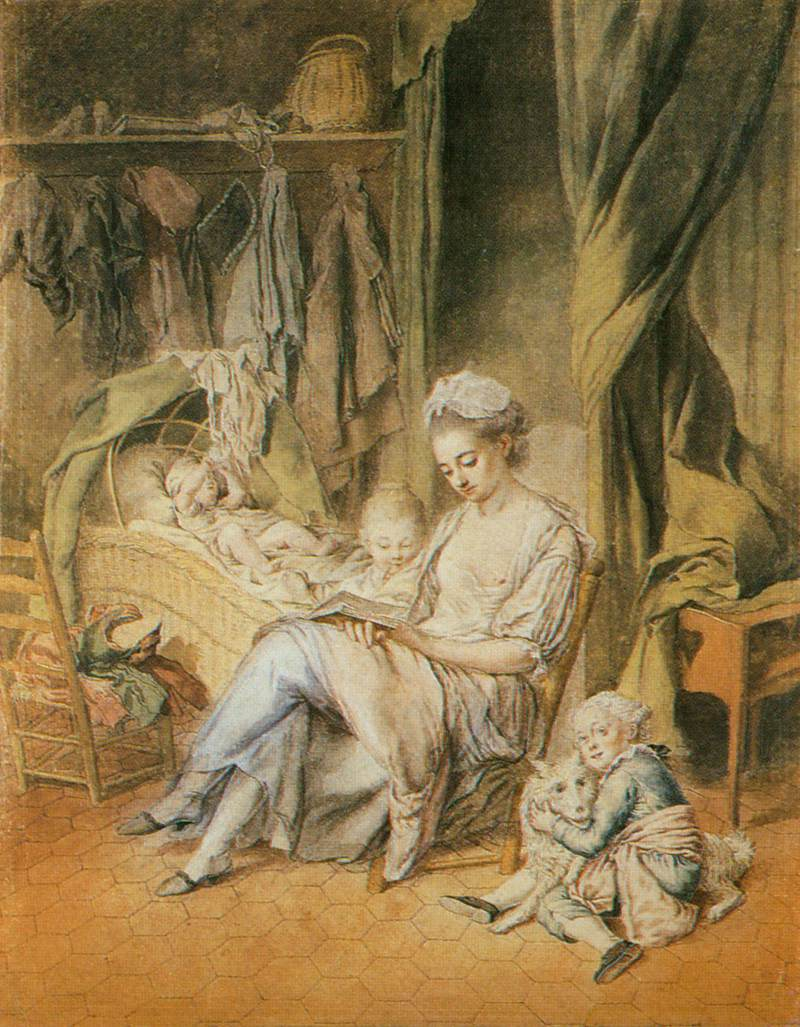
L'heureuse mère, ca. 1775, maintenant dans le musée Wallraf-Richartz

Johann Anton de Peters, né le 16 janvier 1725 et mort le 6 octobre 1795, est un peintre et graveur allemand.

## Biographie
Peters est né à Cologne en 1725, il étudie à Paris sous Greuze.
Il a été élevé au rang de noble par le roi de France, et nommé peintre de cour par le roi danois, Christian VII, ainsi que par le Prince Charles de Lorraine. 
Associé au violoniste (né en Piémont) Jean-Baptiste Miroglio le jeune, il fonde à Paris en 1765 une importante maison d’édition musicale, le Bureau d'abonnement musical (1765-1789), qui publiera de nombreux musiciens non sans susciter de multiples procès.
La Révolution le ramène dans son pays natal, où il vit dans la pauvreté, et il meurt à Cologne en 1795.

## Œuvres

### Peintures
- La mort de Cléopâtre (en miniature sur ivoire).
- Une jeune fille sortant du bain (Herr Merlo, Cologne).
- La fille à la carpe.

### Gravures
- Vierge à l'Enfant, dans un paysage.
- Sainte Famille lors de la fuite vers l'Égypte (d'après Rembrandt).